# Jérôme Fehrenbach
Pour les articles homonymes, voir Fehrenbach.
Jérôme Fehrenbach, né le 28 novembre 1969 à Toulouse, est un énarque, inspecteur des finances et historien français. Il est directeur général du Conseil supérieur du notariat.

## Biographie

### Formation
Diplômé d’HEC et lauréat de Sciences Po Paris, Jérôme Fehrenbach est ancien élève de l'École nationale d'administration (promotion Victor Schœlcher, 1994-96).

### Carrière
Jérôme Fehrenbach commence sa carrière en 1996 à sa sortie de l’École nationale d’administration en tant qu’inspecteur des finances. Il rejoint en août 2000 l’unité télécoms, Internet et postes de la Direction générale de la concurrence de la Commission européenne, alors dirigée par l’ancien Premier ministre italien Mario Monti. 
En 2003, Jérôme Fehrenbach rejoint le cabinet de Noëlle Lenoir, alors ministre des Affaires européennes, en tant que conseiller technique, chargé notamment du franco-allemand. Il devient adjoint au chef de service de l’Inspection générale des finances en 2004 avant de devenir conseiller pour la réforme de l’État auprès de Renaud Dutreil, ministre de la Fonction publique et de la Réforme de l’État en 2005 puis rejoint la même année le cabinet du Premier ministre Dominique de Villepin en tant que conseiller pour la réforme de l’État.
En 2007, il intègre l’antenne parisienne du cabinet de conseil allemand Roland Berger pour lequel il est chargé du développement dans le secteur européen et le secteur des services régulés. En 2010, il est nommé Directeur des clientèles des services bancaires de la Caisse des dépôts. En décembre 2015, il rejoint le cabinet KPMG en tant que secrétaire général. En mai 2018, il devient directeur général du Conseil supérieur du notariat. 

## Carrière littéraire
Jérôme Fehrenbach est l’auteur de plusieurs ouvrages de recherche historique sur l’Ancien Régime, la Révolution française et la Seconde Guerre mondiale. Il est l’auteur ou coauteur d’ouvrages sur différents sujets du XVIIe siècle à 1945.

## Publications
- Louvet de la Somme, Un révolutionnaire de Varennes à Waterloo, 2006, Encrage
- Une famille de la petite bourgeoisie parisienne de Louis XIV à Louis XVIII, 2007, L’Harmattan
- Nous voulions tuer Hitler, Philipp Freiherr von Boeselager avec la collaboration de Florence et Jérôme Fehrenbach,  2008, Éditions Privat
- Le Général Legrand - D’Austerlitz à la Bérézina, 2012, Soteca
- La Princesse palatine, l’égérie de la Fronde, 2016, Éditions du Cerf
- Von Galen, Un évêque contre Hitler, 2018, Éditions du Cerf[8]
- Ballons montés, correspondance et tendresse conjugales pendant l’année terrible, 1870-1871, avec Pierre Allorant, 2019, Éditions du Cerf
- Jenny Marx:La tentation bourgeoise, 2021, Passés Composés, 396 p.
- Les Fermiers : la classe sociale oubliée, 2023, Passés Composés, 576 p.